# Frieden von Vordingborg (1365)

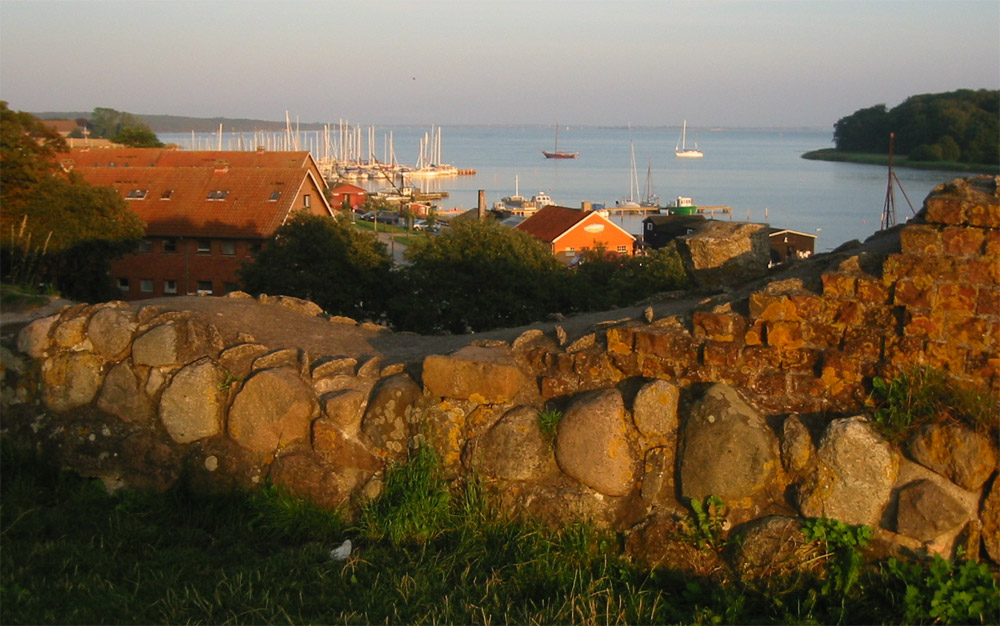
Blick von der Ruine des Schlosses Vordingborg auf den Hafen

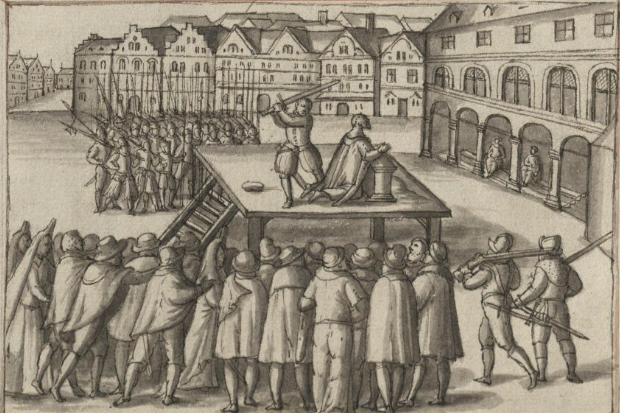
Hinrichtung von Bürgermeister Wittenborg (1363) in der Chronik von Heinrich Rehbein (um 1620)

Der (erste) Frieden von Vordingborg wurde am 22. November 1365 auf Schloss Vordingborg zwischen König Waldemar IV. von Dänemark und den Städten des Wendischen Viertels der Hanse unter Führung Lübecks geschlossen, um eine für die Hansestädte ungünstige Lage im Ersten Waldemarkrieg auf dem Verhandlungswege zumindest in einen Teilerfolg zu verwandeln und eine völlige Niederlage zu vermeiden. 
Die Hansen hatten im Öresund einen Großteil ihrer Flotte verloren, weshalb dem Lübecker Bürgermeister Johann Wittenborg nach seiner Rückkehr nach Lübeck der Prozess gemacht wurde. Das ungünstige Ergebnis dieses Krieges und die damit verbundene Stärkung der Machtposition Dänemarks führten vor dem Hintergrund eines gleichzeitigen Machtvakuums in Norwegen und Schweden schon 1367 zur Bildung der Kölner Konföderation und dem nächsten Krieg der Hansestädte gegen Dänemark.